# Суворов, Иван Фёдорович
Иван Фёдорович «Меньшой» Суворов (ум. 1703) — русский воевода.

## Биография
Впервые упоминается в документах 4 мая 1661 года, когда он, еще будучи жильцом (чин), участвовал в приеме австрийских послов. В 1667 году из жильцов был пожалован в стряпчие. В 1680 году был пожалован в стольники и назначен воеводою в Томск.
По данным Русского биографического словаря, в 1681 году Суворов из Томска организовал поход против енисейских кыргызов. По данным ЭСБЕ, это его брат, Иван Фёдорович «Большой», организовал этот поход.
Отряд Суворова состоял из 320 тобольских ратных людей (русских), 100 «юртовских татар» (?), 210 «тарских татар» и неизвестного количества томских, красноярских и кузнецких ратных людей, однако енисейские ратные люди не прибыли. Отряд Суворова около года вёл бои с енисейскими кыргызами с переменным успехом. На протяжении лета 1682 года он потерял 61 человек убитыми, 62 человека ранеными и изнурил остальных людей. Не добившись решительного успеха, он возвратился в Томск.
Через некоторое время после этого был переведён в Тюмень, где также занимал должность воеводы.
В 1694 году Суворов был указан в документах, как находящийся в Москве: когда в тому году скончалась царица Наталья Кирилловна, мать Петра Первого, Суворов «дневал и ночевал у гроба царицы».
Скончался он в 1703 году.